# Nordkapp
Nordkapp —Davvinjárgga gielda en sami y Kappan komuuni en kven— es un municipio del norte de Finnmark, Noruega. El centro administrativo del municipio es Honningsvåg, que se encuentra en la isla de Magerøya. Tiene una población de 3278 habitantes según el censo de 2015.
Nordkapp (originalmente llamada Kjelvik) se separó de Porsanger el 1 de julio de 1861. La zona occidental de la isla de Magerøya pertenecía administrativamente a Måsøy y fue incorporada a Nordkapp el 1 de enero de 1984. El municipio tiene una superficie de 891,7 km².

## Localización e historia

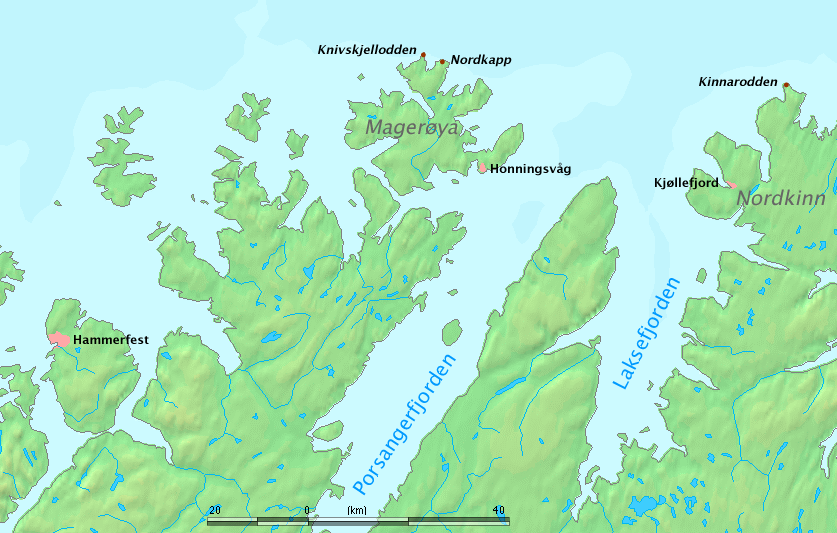
Nordkapp y alrededores.

El término municipal comprende principalmente la isla de Magerøya, además de zonas continentales a ambos lados del fiordo de Porsanger. Nordkapp es fronteriza con los municipios de Måsøy, Porsanger y Lebesby.
La mayoría de los habitantes viven en la pequeña ciudad de Honningsvåg. Además de este núcleo urbano existen otros, todos en Magerøya: Nordvågen, Kamøyvær, Skarsvåg y Gjesvær.
El lugar más famoso y visitado de Nordkapp, y del que recibe su nombre, es cabo Norte, un cabo que es también un acantilado de 307 metros de altitud sobre el nivel del mar. Es conocido como el lugar más septentrional de Europa, aunque no es del todo cierto, pues el cercano Knivskjellodden se encuentra 1500 metros más al norte, pero solo es accesible a pie. Cabo Norte es un importante centro turístico; recibe alrededor de 200 000 turistas a lo largo del año, la gran mayoría durante el verano. Cabo Norte pasó a ser un lugar famoso cuando el explorador inglés Richard Chancellor lo rodeó en el año 1553 durante su intento por encontrar una ruta marítima a través del Paso del Noreste.

### Zonas de Nordkapp
- Honningsvåg (centro administrativo)
- Nordvågen
- Gjesvær
- Skarsvåg
- Kamøyvær
- Repvåg
- Sarnes
- Cabo Norte

## Etimología
Nordkapp es la forma adaptada al noruego, desde 1553, de la expresión inglesa North Cape; el anterior nombre en noruego antiguo era Knyskanes. El nombre original del municipio fue Kjelvik, que recibía su nombre de una aldea marinera que tenía ese nombre. Sin embargo, el pueblo de Kjelvik fue completamente destruido por los alemanes en 1944, durante la Segunda Guerra Mundial, y nunca fue reconstruido. Como resultado, el nombre Kjelvik se cambió por el de Nordkapp en el año 1950.

## Escudo
El escudo de Nordkapp es un escudo reciente, del 19 de octubre de 1973. El dibujo del escudo muestra el perfil del acantilado de cabo Norte, el punto (casi) más septentrional de Europa a excepción del Knivskjelodden, un cabo muy próximo pero menos espectacular. además, se representa bajo un cielo dorado en referencia al sol de medianoche.

## Fauna
Nordkapp es un territorio predominantemente costero y dedicado tradicionalmente a la pesca. Como muchos otros municipios de Finnmark, Nordkapp es el lugar de anidamiento de grandes bandadas de aves marinas. El pequeño grupo de islas llamado Gjesværstappan, cerca de Gjesvær, al oeste de Magerøya, es uno de los más conocidos, con al menos 2.500 parejas de alca común e importantes colonias de frailecillos y alcatraces atlánticos. También es posible observar focas en las costas. 
Lejos de la costa, el paisaje que presenta Nordkapp es principalmente el de tundra. Hay numerosos lagos y marismas en los que viven otras especies de aves, como el pato boreal (Clangula hyemalis). También existen renos, pastoreados por la comunidad sami, aunque se encuentran prácticamente en libertad.

## Población

Desarrollo demográfico de Nordkapp.

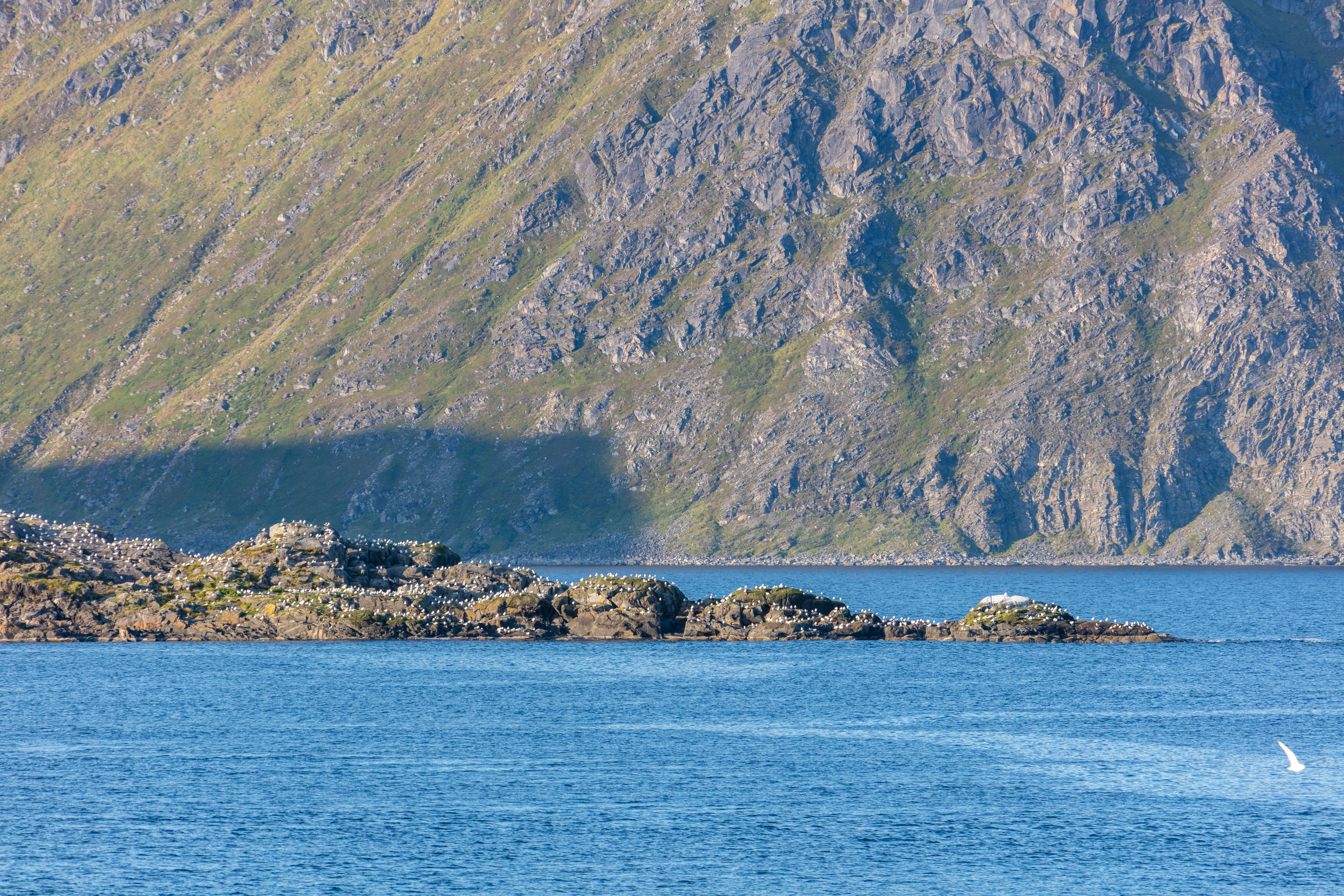
Costa de Kamøyvær.

## Personas conocidas nacidas en Nordkapp
- Idar Kristiansen, escritor.
- Gunnar Stålsett, ex-obispo de la diócesis de Oslo y político del Senterpartiet (SP).
- Bjarne Holst (1944-1993), artista surrealista (Honningsvåg).
- Knut Erik Jensen (1940), cineasta (Honningsvåg).